# Ludwigshöhe
Ludwigshöhe es una montaña en los Alpes Peninos, situada en el macizo del Monte Rosa, a lo largo de la frontera entre Italia y Suiza.

## Altura
La altura aparece de manera distinta según la cartografía. La lista oficial de los cuatromiles de los Alpes, publicada por la UIAA en su boletín n.º 145, de marzo de 1994, indica que según la cartografía suiza más reciente, su cota es 4.341 m y, según la italiana igualmente más reciente, es 4.342 m. En el libro Cuatromiles de los Alpes por rutas normales, Richard Goedeke indica los 4.341 m de la cartografía suiza. 

## El topónimo

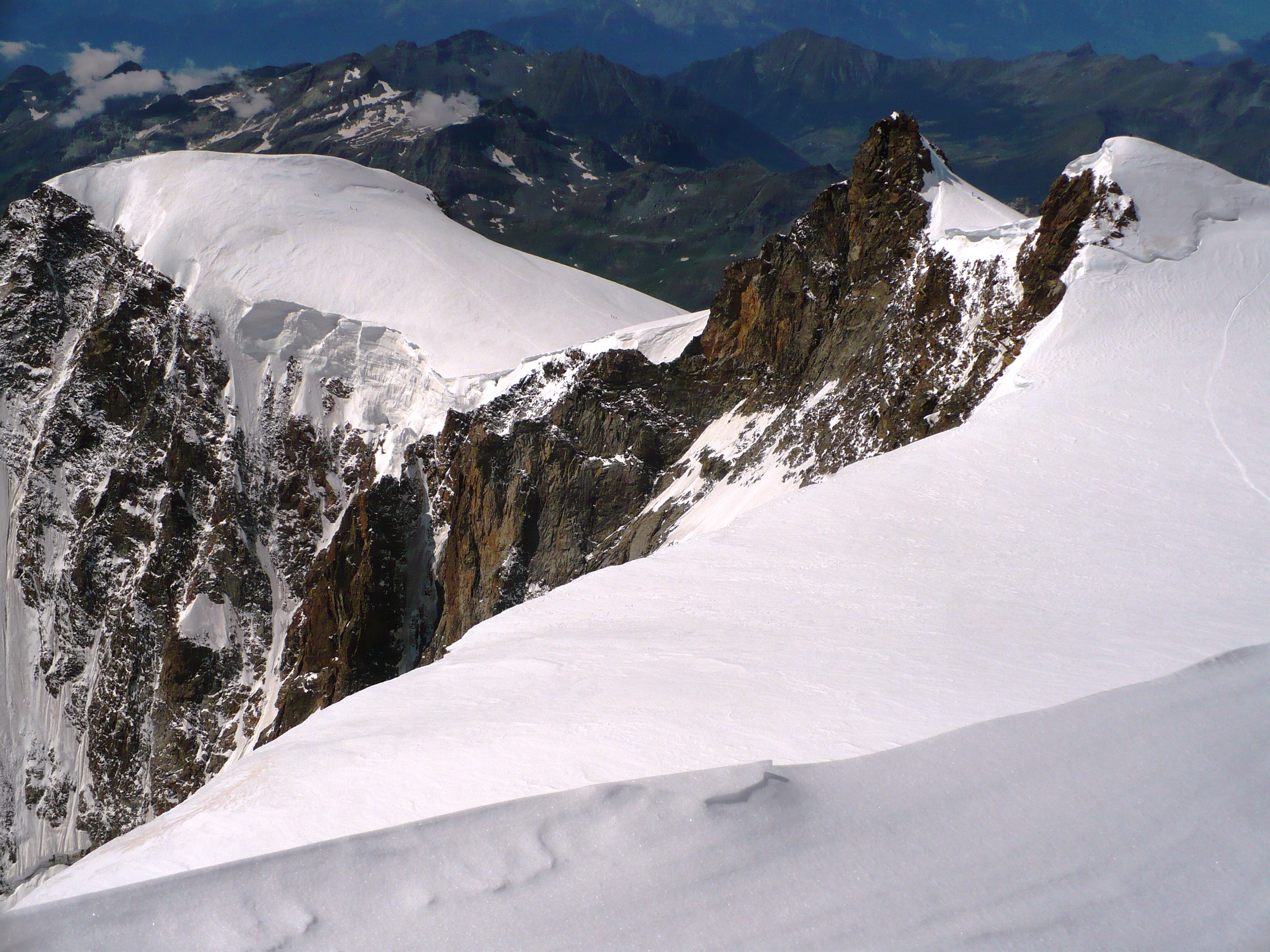
El Ludwigshöhe (a la derecha) con el Corno Nero (al centro-derecha) y la Piramide Vincent (a la izquierda) vistos desde la Punta Parrot.

El monte fue dedicado al rey Luis IX (en alemán Ludwig) por la primera persona que lo ascendió, el topógrafo alemán Ludwig von Welden. El topógrafo llegó a la cima el 25 de agosto de 1822.

## Características
Se encuentra en la divisoria de aguas entre Italia y Suiza, a lo largo de la crestería que a partir del Liskamm lleva hacia la Punta Gnifetti y hacia la más alta Punta Dufour. En la vertiente italiana de la montaña arranca una cresta que va bajando hacia el Corno Nero (4.322 m), la Piramide Vincent (4.215 m) y la Punta Giordani (4.046). 

## Ascenso a la cima
La montaña puede ser ascendida partiendo del collado del Lys. En la parte final el ascenso tiene que superar una zona de cresta nevada.

## Clasificación SOIUSA
Según la clasificación SOIUSA, Ludwigshöhe pertenece al grupo Macizo del Monte Rosa, con el código I/B-9.III-A.2. Forma parte del gran sector de los Alpes del noroeste, sección de los Alpes Peninos, subsección Alpes del Monte Rosa, supergrupo Grupo del Monte Rosa.